# خوروکرا
خوروکرا (به لاتین: Khurukra) یک منطقهٔ مسکونی در روسیه است که در شهرستان لاکسکی واقع شده‌است.